# Euthalia manda
Euthalia manda är en fjärilsart som beskrevs av Hans Fruhstorfer 1913. Euthalia manda ingår i släktet Euthalia och familjen praktfjärilar. Inga underarter finns listade i Catalogue of Life.